# Horvátzsidány
Horvátzsidány (em croata: Hrvatski Židan; alemão: Siegersdorf) é um município da Hungria, situado no condado de Vas. Tem 12,17 km² de área e sua população em 2015 foi estimada em 808 habitantes.